# Meioneta palgongsanensis
Meioneta palgongsanensis är en spindelart som beskrevs av Paik 1991. Meioneta palgongsanensis ingår i släktet Meioneta och familjen täckvävarspindlar. Inga underarter finns listade i Catalogue of Life.